# Patientensicherheitsziele
Die internationalen Patientensicherheitsziele, engl. International Patient Safety Goals, abgekürzt IPSG sind ein Instrument zur Qualitätssicherung im Gesundheitswesen.
Die Ziele wurden von der Weltgesundheitsorganisation (WHO) und der US-amerikanischen Nichtregierungsorganisation Joint Commission International (JCI) entwickelt, um die Patientensicherheit bei der ambulanten und stationären Behandlung zu optimieren. Diese Ziele gelten weltweit und sollen von allen Leistungserbringern umgesetzt werden. Dabei steht die laufende Verbesserung der Behandlungsqualität im Vordergrund und das vorrangige Ziel, alle medizinischen Leistungen ohne Behandlungsfehler auszuführen.

## Hintergrund
Diese Ziele wurden formuliert, da in bestimmten Bereichen der Gesundheitsversorgung weltweit vermehrt vermeidbare Probleme aufgetreten sind, die teilweise zu einem schwerwiegenden Schaden der Patienten beigetragen haben. Die Ziele sollen im Hinblick auf diese besonders häufigen Gefahren die Patientensicherheit gewährleisten und einen gewissen Standard schaffen.

## Die Ziele
Die sechs Ziele lauten:
1. Korrekte Identifizierung des Patienten
2. Verbesserung der Wirksamkeit in der Kommunikation
3. Verbesserung der Sicherheit bei Hochrisikomedikamenten
4. Verbesserung der Sicherheit bei Operationen
5. Verringerung des Risikos von HCA-Infektionen
6. Verringerung des Risikos von Stürzen

### Korrekte Identifizierung des Patienten
Durch das erste Patientensicherheitsziel sollen Patienten korrekt identifiziert und Verwechslungen ausgeschlossen werden.  Es sollen mindestens zwei Arten zur Identifikation des Patienten herangezogen werden, wobei die Patientenzimmernummer oder andere Örtlichkeiten nicht geeignet sind. Das Aktionsbündnis Patientensicherheit e.V. stellte fest, dass technische Hilfsmittel wie Patientenarmbänder, Barcodes oder Radio Frequenzidentifikation (RFID) hilfreich sein können. Der Nutzen von Patientenarmbändern ist in Zufallsstudien nicht bewiesen, darum wären weitere Untersuchungen nötig, um den Einsatz dieser bewerten zu können. Die britische National Patient Safety Agency (NPSA) empfahl bei der Nutzung von Patientenarmbändern, dieses während des ganzen stationären Aufenthalts am dominanten Arm des Patienten anzubringen. Außerdem sollen der Patientennachname, Vorname, das Geburtsdatum und die Versicherungsnummer in dieser Reihenfolge auf dem Armband aufgetragen sein. Die Schrift solle wegen der Lesbarkeit schwarz auf weißem Hintergrund sein und Patienten mit Risikofaktoren wie z. B. Allergien erhalten ein rotes Armband.
Ebenfalls um Verwechslungen zu vermeiden sollen Behälter für Blut oder andere Proben in der Anwesenheit des Patienten etikettiert werden. Die Verwendung von Barcodedruck- oder Etikettierungssystemen senke die Zahl der Identifizierungsfehler signifikant.
Verwechslungen von Patienten führen bei Bluttransfusionen, Biopsiebefunden o. ä. zu gravierenden Folgen.

### Verbesserung der Wirksamkeit in der Kommunikation
Das zweite Patientensicherheitsziel soll eine verbesserte Kommunikation unter den Leistungserbringern hervorrufen. Patienten- und Schichtübergaben stellen ein Risikofaktor für Fehler und Komplikationen durch mangelnde oder fehlerhafte Informationsweitergabe dar. Der Joint Commission International zufolge entstehen 80 % der schwer unerwünschten Ereignisse in Krankenhäusern durch Übergabefehler. Wissenschaftliche Forschungen von Annegret Hannawa belegten dieses Problem auch in weiteren Kontexten der medizinischen und pflegerischen Versorgung.
Verbesserung der Patientensicherheit im Krankenhaus soll hier durch eine verbesserte Kommunikation und Teamwork erreicht werden. Die Informationsweitergabe sollte beispielsweise durch technische Hilfsmittel wie Checklisten und Protokolle verbessert werden. Checklisten sollten gewährleisten, dass notwendige Informationen nicht übersehen werden und somit eine einheitliche Informationsweitergabe ermöglichen. Übergaben sollten immer strukturiert und organisiert vorgenommen werden. Es wurde empfohlen, eine einheitliche Dokumentation zwischen Operationssaal, Aufwachraum und Station einzurichten, um eine gleichbleibende Versorgung der Patienten zu gewährleisten. Außerdem sollte die Informationsweitergabe mindestens über zwei Medien stattfinden, z. B. mündlich und als zweites Medium schriftlich oder elektronisch. Der wissenschaftlich entwickelte „SACCIA“ Leitfaden definiert nun fünf kontextunabhängige Kernkompetenzen für eine „patientensichere Kommunikation“ in der pflegerischen und medizinischen Praxis.

### Verbesserung der Sicherheit bei Hochrisikomedikamenten
Das Patientensicherheitsziel 3 befasst sich mit der Sicherheit von Hochrisikomedikamenten. Verwechslungen und Medikationsfehler sollen verbessert werden. Eine genaue Zahl von Medikationsirrtümern anzugeben, ist jedoch nicht möglich, da Medikationsfehler ohne schwere Konsequenzen kaum gemeldet werden. Die Dunkelziffer scheint jedoch sehr hoch zu sein.
Um die Sicherheit bei Medikamenten zu verbessern soll die Qualität der Produktkennzeichnung gesteigert werden. Damit soll eine schnelle und zuverlässige Erfassung der Medikamente durch das Krankenhauspersonal erreicht werden. Außerdem empfiehlt es sich, nicht etikettierte Spritzen, Tassen, Schalen o. ä. zu beschriften. Auf Patienten, welche gerinnungshemmende Medikamente einnehmen, ist besonders zu achten. Es gilt festzustellen und zu notieren, welche Arzneimittel der Patient bisher eingenommen hat. Diese Medikamente müssen mit den neu zu verordneten Medikamenten verglichen werden. Anschließend muss sichergestellt werden, dass der Patient über die richtige Einnahme seiner Medikamente Bescheid weiß.					
Um die Medikationsfehler weiter einzuschränken, sollen computerisierte Arzneimittelverordnungen eingeführt werden. So lasse sich die Häufigkeit von unerwünschten Arzneimittelvorfällen um mehr als 50 % reduzieren.

### Verbesserung der Sicherheit bei Operationen
Das Patientensicherheitsziel 4 befasst sich mit der Verbesserung der Sicherheit bei Operationen, im Detail bedeutet es, dass die geplante Operation an der richtigen Stelle und mit dem richtigen Verfahren am richtigen Patienten durchgeführt wird.
Um dieses Ziel durchsetzen zu können, sollte ein universelles Protokoll eingeführt werden, um die Operation korrekt vorzubereiten. Dieses sollte Richtlinien und Verfahren enthalten, die einen einheitlichen Prozess gewährleisten.  Hierbei wird unter anderem empfohlen, den Patienten durch ärztliche Aufklärung aktiv mit einzubinden, damit dieser den Ablauf des Eingriffs nachvollziehen kann. Eine zusätzliche Markierung des Eingriffsorts am wachen Patienten ist dabei auch hilfreich. Vor dem Eingriff soll der Patient nochmals identifiziert werden und außerdem sollte das komplette Operationsteam eine kurze Pause einlegen, um jegliche Fehler zu vermeiden. Bei diesem Ziel sollte vor allem beachtet werden, dass alle benötigten Dokumente vollständig sind und die Ausstattung für die Operation sowohl griffbereit als auch funktionsfähig ist.

### Verringerung des Risikos von HCA-Infektionen
Das Patientensicherheitsziel 5 behandelt die Verringerung des Risikos von nosokomialen Infektionen, auch HCA-Infektionen genannt (engl. Healthcare associated = behandlungsassoziiert). Sie werden erst als nosokomial bezeichnet, wenn mit Sicherheit feststeht, dass die Infektion während des Krankenhausaufenthaltes eingetreten ist.
Hierbei ist eine fortlaufende Infektionskontrolle wichtig, die die Prävention umfasst, wozu unter anderem eine richtig erlernte Händedesinfektion des Krankenhauspersonals zählt. Das Erlernen findet mithilfe allgemein anerkannter Richtlinien zur Handhygiene statt, die als Erinnerung gut sichtbar im Krankenhaus verteilt hängen sollten. Zusätzlich kann das Aufstellen von Händedesinfektionsautomaten für Patienten und Besucher von Vorteil sein.
Zu der Verringerung gehört auch die entsprechenden Leitlinien zu befolgen, die Blutinfektionen, Harnwegsinfektionen, schwer zu behandelnde Infektionen und Infektionen nach Operationen vorbeugen können.
Zudem sollte bei der Erkennung einer solchen Infektion die Bekämpfung und Verhinderung der Ausbreitung im Vordergrund stehen.

### Verringerung des Risikos von Stürzen
Das Patientensicherheitsziel 6 befasst sich mit der Verringerung des Verletzungsrisikos der Patienten in Folge von Stürzen.
Um diese Verringerung zu erreichen, sollte bei jedem Patienten das Sturzrisiko bewertet und bei gefährdeten Personen eine Hilfsmittelversorgung (Rollstuhl, Krücken, Assistenz durch das Pflegepersonal) sichergestellt werden.
Ändern sich die Bedingungen des Patienten nach einem Eingriff unter Vollnarkose, einer Veränderung der Medikation oder ähnlichem, sollte neu bewertet werden und wenn benötigt, entsprechende Veränderungen durchgeführt werden. Eine regelmäßige Auswertung der Sturzrate und der Sturzfolgen hilft dabei, Gefahren zu eliminieren und entsprechende Hilfsleistungen an benötigter Stelle zu schaffen.

## Umsetzung
In Deutschland sind die Leistungserbringer gesetzlich zur Sicherung und Weiterentwicklung der Qualität der von ihnen erbrachten Leistungen verpflichtet (§ 135a SGB V). Der Gemeinsame Bundesausschuss bestimmt für die vertragsärztliche Versorgung und für zugelassene Krankenhäuser durch Richtlinien die verpflichtenden Maßnahmen der Qualitätssicherung einschließlich der Mindestanforderungen an die Struktur-, Prozess- und Ergebnisqualität (§ 136 Abs. 1 SGB V). Das Institut für Qualitätssicherung und Transparenz im Gesundheitswesen arbeitet im Auftrag des Gemeinsamen Bundesausschusses an Maßnahmen zur Qualitätssicherung und zur Darstellung der Versorgungsqualität im Gesundheitswesen (§ 137a SGB V).
Auch in Österreich sind die Gesundheitsleistungserbringer zur Einhaltung der Qualitätsstandards nach Maßgabe des Gesundheitsqualitätsgesetzes (GQG) und zur Teilnahme an bundesweiten Qualitätssicherungsmaßnahmen verpflichtet.
In Ländern wie den Vereinigten Staaten, in denen es kein gesetzliches Qualitätsmanagement in der Medizin gibt und Vorgaben für den Krankenhaussektor primär über Akkreditierungen erfolgen, ist die Einhaltung der Patientensicherheitsziele der JCI bei der freiwilligen Qualitätskontrolle der Krankenhäuser besonders bedeutsam.
Gleichwohl lassen sich auch deutsche Krankenhäuser nach den Standards der JCI zertifizieren.